# Mick Martin
Mick Martin (Dublino, 9 luglio 1951) è un ex calciatore irlandese, di ruolo centrocampista.
Anche suo padre Con è stato un calciatore.

## Palmarès

### Giocatore

#### Competizioni nazionali
- Coppa d'Irlanda: 1

Bohemians: 1969-1970
- Top Four Cup: 1

Bohemians: 1972
- Second Division: 1

Manchester United: 1974-1975